# القناع (مسلسل كوري)
 القناع (باللغة الكورية|가면;) (بالإنجليزية: "  Mask")‏: مسلسل تلفزيوني رومانسي، دراما. بدأ عرضه في 27 مايو 2015.

## القصة
تدور دراما "Mask" حول الناس الذين يخفون وجوههم الحقيقية خلف الاقنعة. وتتحدث عن امرأة تدعى "Byun Ji Sook"التي لديها شخصية متمساكة. والتي تعيش حياة صعبة بسبب ديون والدها الذي يلاحقونه الدائنون دائما. "Byun Ji Soo" تتعرف على "Eun Ha" وهي من عائلة ثرية والتي تشبه "Byun Ji Soo" كثيرا. فتستغل الفرصة وتتقمص هوية "Eun Ha" لتبدأ حياة النخبة. لتلتقي بـ "Min Woo" وهو وريث لمجموعة شركات كبيرة. منصبه لا يسمح له بإظهار مشاعره. عندما يقابل "Eun Ha" يلاحظ بأنها مختلفة عن باقي النساء اللواتي قابل. فيعجب بها. فماذا سيقع بعد ذلك؟ وهل ستكشف هوية "Eun Ha" الحقيقية؟

## طاقم
- سو آي : في دور بيون اون ها / جي سوك
- جو جي-جون : في دور تشوي مين وو
- يون جونغ هون : في دور مين سوك هون
- يو إن يونغ : في دور تشوي مي يون
- جونغ دونغ هوان : في دور بيون داي سون
- يون جيونغ- : في دور مين سيوك-هون

## روابط خارجية
- القناع على موقع IMDb (الإنجليزية)
- القناع على موقع ليتربوكسد (الإنجليزية)
- القناع على موقع كينوبويسك (الروسية)
- القناع على موقع قاعدة بيانات الفيلم (الإنجليزية)